# 글짓기
글짓기는 정보 전달을 목적으로 문장을 정리하여 글을 지어나가는 행위를 말한다. 글을 읽는 사람들을 설득하거나 즐겁게 하는 일을 뜻하기도 한다. 글쓰기, 작문(作文)이라고도 한다. 단순히 무언가를 쓰는 행위를 가리키는 필기(筆記)와는 다른 뜻이다.
이야기나 감정의 표현, 또는 사실이나 의견 등 정보의 전달을 목적으로, 일정한 질서를 가지고 쓰여지는 문장의 집합체를 만들어내는 행위이다. 작문 능력은 학술 영역에서는 널리 활용되는 능력으로, 논리적인 사고를 공유하기 위해 필수적인 능력으로 생각되고 있다. 허구문에서는 줄거리, 다이얼로그, 설정, 문체론 등을 포함한다.

## 글을 쓰는 목적
남이 하는 말을 이해하고 자기의 뜻을 충분히 상대방에게 전달할 필요에서의 일상생활의 사용을 위한 목적이 있고, 자기의 사상·감정을 문장으로 나타내어 자신의 내면 생활을 좀더 명확히 자각하기 위해서도 글을 짓는다.
우리는 무엇 때문에 글을 쓰는 것인가에 대한 문제를 이야기하기 위해서는 먼저 문장의 종류를 살펴볼 필요가 있다. 우리가 쓰는 문장은 크게 두 가지로 나눌 수 있다. 하나는 우리가 일상생활을 하면서 필요해서 쓰는 문장, 즉 편지·일기·기행문·축사·조사 등 실용적인 목적으로 쓰는 실용문과, 또 하나는 그저 쓰고 싶어서 쓰는 글, 즉 시·수필 따위 예술적인 문예문이다. 실용문은 쓰는 목적이 분명하기 때문에 새삼스레 왜 글을 쓰느냐의 문제를 물을 필요가 없다. 문제가 되는 것은 문예적인 글이다.  우리의 일상적인 생활은 결국 사람과 사람의 만남이라고 할 수 있다. 따라서 우리는 남이 하는 말을 이해하고, 또 자기의 뜻을 충분히 상대방에게 전달할 필요가 있다. 또한 여기에 우리가 문장을 읽고 써야 할 필요성이 있는 것이다.  그러나 글은 이처럼 일상생활의 실용성을 위해서만 쓰는 것은 아니다. 글을 쓴다는 것은 또 다른 깊은 의미를 지니고 있다. 즉 우리는 자기의 사상·감정을 문장으로 나타냄으로써 자신의 내면 생활을 좀더 명확히 자각할 수 있다.  사실 우리가 우리의 머리 속에 지니고 있는 느낌이나 생각은 구체적인 것이 아닌 막연한 것인 경우가 대부분이다. 그것을 글로 쓰게 되면 비로소 우리의 생각은 어떤 짜임새를 지니며 선명해진다. 따라서 문장을 쓴다는 것은 곧 생각한다는 것이 되고 또 자기의 내면생활을 자각하는 것이 된다.  그러나 자신의 감정이나 사상을 글로 표현한다는 것은 결코 쉬운 일이 아니다. 눈에 보이지 않는 감정·사상을 문장으로 표현하기 위해서는 창조하는 고통을 겪어야 한다. 자기가 나타내고자 하는 의미에 적합한 말을 찾아내고, 그리고 그것들을 적절히 구성한다는 것은 무척 힘들고 어려운 일이다.  하지만 일단 그 고통을 넘기고 한 편의 글을 멋지게 완성했을 때는 겪은 고통 이상의 즐거움을 맛볼 수 있다. 그것이 곧 창조의 기쁨이다. 다시 말해서 글을 쓴다는 것에는, 우리의 일상적인 필요에 의해서라는 목적 이외에, 자아를 자각·확립하고 나아가 자아를 해방시키려는 목적이 있다.

## 글쓰는 절차
글을 쓰는 과정은 1) 주제 설정, 2) 계획하기, 3) 집필하기 4) 퇴고하여 고쳐쓰기의 단계로 나눌 수 있다.
주제 설정
‘무엇에 대해 쓸 것인가’ 하는 문제이다.
계획하기
주제가 결정된 다음에는 그러한 주제를 어떻게 구체적인 글로써 전달할 것인가에 관해 세부적인 계획을 세워야 한다. 이때 필자는 먼저 글을 쓰는 목적이 무엇인가, 누구를 위해서 쓰는 글인가를 생각하여, 독자들의 지적 수준 및 그 주제에 대한 이해도를 염두에 두고 계획을 세워야 한다.
다음으로 그 글을 쓸 수 있는 여건을 고려해서 계획을 세워야 한다. 즉 그 글이 수업시간의 과제물인가, 한가한 때에 그저 쓰는 글인가, 원고 청탁을 받고 쓰는 글인가에 따라 원고의 분량, 제출 기일 등에 여러 가지 제약에 맞는 원고 작성 계획을 세운다.
이러한 사항을 염두에 둔 후, 구체적인 작문을 위한 계획으로는 먼저 그 글의 세목을 확정하고 개요를 작성하는 일이 필요하다. 글의 세목 확정은, 처음에는 순서 같은 것은 생각하지 말고, 그 글에 포함시켜야 할 세목이라고 생각되는 것은 모두 써보는 과정이다. 개요의 작성은 그 글의 재료로 사용하기로 선정된 세부 항목들을 체계적으로 구성해 보는 과정이다.
집필하기
주제가 결정되고, 세목의 순서가 정해지고, 그것을 짜맞출 골격으로서의 개요가 작성되면, 다음은 그것을 글로 써나가게 된다.
글은 원고가 완성되기 이전에 대개 초고 집필의 과정을 거치게 된다. 최초의 초고는 미완성의, 결점이 많은 글이라도 무방하며, 생각이 바뀌기 전에, 통일성을 유지하면서 세부적인 표현에 얽매이지 않고 개요를 잘 살려서 마음의 동요 없이 과감하게 글을 써나간 후, 원고지에 옮기는 과정에서 세부적인 사항을 수정·보완한다.
초고를 쓸 때에도 항상 문장 표현상의 기본요건은 충실히 이행해야 하며, 특히 쓰고자 하는 글이 논문류일 경우에는 처음부터 논문작성법에 맞추어 쓰도록 주의한다. 이때 각 구성 단계의 유기적 연결을 염두에 두면서 서두쓰기, 본문쓰기, 결말쓰기 요령에 맞게 집필하여 한 편의 완결된 글이 되게 한다.
초고는 보통 노트에 쓰는 일이 많은데, 이때 노트의 양면 가운데 한 면은 수정을 위하여 완전히 비워두는 것이 좋다.
퇴고하여 고쳐쓰기
초고를 바탕으로 수정·보완하고 정리하는 작업을 퇴고라고 한다.
정확하고 올바른 퇴고를 위해서는 대체로 다음의 세 가지 원칙을 따르는 것이 추천된다. 첫째, 쓰여진 글에서 빠진 부분과 부족하다고 느껴지는 부분을 찾아 보완해야 한다. 둘째, 불필요한 부분이 들어가 있거나 지나치게 많이 들어간 것들을 찾아 삭제해야 한다. 셋째, 쓰여진 글의 순서를 바꾸었을 때 더욱 효과적일 부분은 없는가 살펴보고, 문장 구성을 변경하여 주제 전개의 양상을 부분적으로 고친다.

## 같이 보기
- 문장
- 쓰기, 쓰기 과정
- 수필
- 소설
- 논문